# Rue du Soleil (Bruxelles)
Pour les articles homonymes, voir Rue du Soleil.
La rue du Soleil (en néerlandais : Zonnestraat) est une rue bruxelloise qui commence sur la commune de Saint-Josse-ten-Noode rue des Coteaux et qui se termine sur la commune de Schaerbeek rue Verboeckhaven.

## Histoire et description
Le soleil est l’étoile de notre système planétaire. La rue doit son nom à une auberge.
L'humoriste et actrice Simone Max naît dans cette rue en 1903.
La numérotation des habitations va de 1 à 27 pour le côté impair et de 2 à 28 pour le côté pair. C'est une petite rue formée d'un seul tronçon.